# عيران

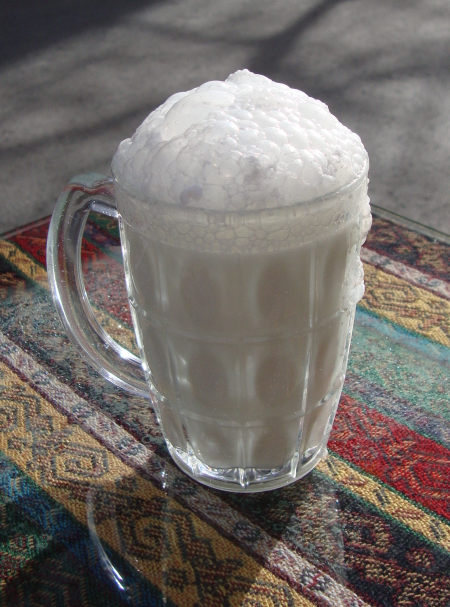
عيران طازج.

العيران أو الشنينة أو حَقين (كما يسمى في اليمن) هو نوع من أنواع الألبان. يحضر بعدة طرق تختلف عن بعضها قليلا إلا أن النتيجة واحدة تقريبا. هو كالزبادي الطبيعي لكنه في حاله سائلة. يعد لبن العيران من الحليب الطبيعي وبعض الزبادي الطبيعي الأبيض. تخلط المواد مع بعضها ويوضع في إبريق ويكون جاهز للشرب. والعيران شراب مرطب ومغذي وصحي خصوصا عند مراعاة الشروط الصحية و النظافة في مكوناته. يستحب شرب العيران في الصباح، أو قبل النوم، لأنه يحفز الجدار المعوي ويساعد على النوم.

## المعلومات الغذائية
يحتوي كل كوب من لبن العيران (250مل) بحسب موقع شهية، على المعلومات الغذائية التالية:
- السعرات الحرارية: 152
- الدهون: 8
- الدهون المشبعة: 5
- الكوليسترول: 32
- الكاربوهيدرات: 12
- البروتينات: 9

يحتوي لبن العيران على كمية عالية من الصوديوم حيث أن كمية 180 مل تغطي:
- احتياج الشخص الطبيعي بنسبة 24% من الحد الأعلى المسموح به من الصوديوم.
- احتياج الأشخاص مرضى ضغط الدم ومرضى الكلى بنسبة 31% من الحد الأعلى المسموح به من الصوديوم.